# Valea Șurii
Valea Șurii (korábban Valea Șurei) falu Romániában, Maros megyében.

## Története
Mezőceked község része. A trianoni békeszerződésig Torda-Aranyos vármegye Marosludasi járásához tartozott.

## Népessége
2002-ben 249 lakosa volt, ebből 248 román és 1 magyar nemzetiségű.

## Vallások
A falu lakóinak többsége ortodox hitű.